# Уряд Асамблеї Північної Ірландії 7-го скликання
Уряд Асамблеї Північної Ірландії 7-го скликання було призначено 3 лютого 2024 року після виборів 2022 року до Асамблеї Північної Ірландії, які відбулися 5 травня 2022 року, і тривалих переговорів, що призвели до формування уряду Північної Ірландії у 2024 році.

## Формування
Очікувалось, що як лідерка найбільшої партії в Асамблеї Мішель О'Ніл з Шинн Фейн матиме найбільший шанс отримати посаду першої міністерки. Її обрання залежало від згоди Демократичної юніоністської партії брати участь у виконавчій владі та працювати в Асамблеї, що викликало сумніви, оскільки попередній перший міністр ДЮП Пол Гіван пішов у відставку в лютому 2022 року на знак протесту проти Протоколу Північної Ірландії щодо угоди про Брекзит, проти імплементації якої заперечували юніоністи.
Джеффрі Дональдсон, лідер ДЮП і член Палати громад від Лаганської долини, на виборах 2022 року переміг в однойменному виборчому окрузі, та отримав можливість стати членом Асамблеї Північної Ірландії, водночас ставши ймовірним вибором на посаду заступника першого міністра, проте пізніше він оголосив, що керівництво партії вирішить, чи займе він це місце, (таким чином, призначити проміжні вибори на його місце в Палаті громад), або призначить довірену особу.
12 травня, за день до першого запланованого засідання нової Асамблеї, Дональдсон оголосив про своє рішення залишитися в британському парламенті та офіційно запросив колишню членкиню Палати громад від Південного Белфаста та членкиню Асамблеї Північної Ірландії від Південного Белфаста, Емму Літтл-Пенгеллі, щоб зайняти його місце в Асамблеї.
ДЮП відмовились надати згоду на обрання спікера 13 травня на знак подальшого протесту проти Протоколу Північної Ірландії, тому Асамблея не могла продовжувати працювати, унеможливлюючи призначення нового уряду. Спікер та уряд попереднього скликання Асамблеї продовжили тимчасово виконувати свої обов’язки.
30 січня 2024 року лідер юніоністів Джеффрі Дональдсон оголосив, що його партія дозволить формування влади за умови прийняття нового законодавства Палатою громад Великої Британії. Того ж дня, партії повернулись до перемовин. Якби уряд не був сформований до 8 лютого, повинні були бути призначені позачегові вибори до Асамблеї.
3 лютого 2024 року Асамблея зібралась, щоб обрати нового спікера. Едвін Путс, колишний лідер юніоністів, був обраний новим спікером Асамблеї. Тоді як Мішель О'Ніл з Шинн Фейн була призначена першою міністркою, ставши першою націоналісткою на цій посаді, тоді як Емма Літтл-Пенгеллі з ДЮП була призначена заступницею. «Альянс» і ОЮП зайняли по одному міністерському кріслі. Портфель міністра юстиції призначається окремо, проте його теж отримав кандидат від «Альянсу». СДЛП не отримали жодну міністерську посаду через недостатню кількість місць в Асамблеї; натомість вони пішли в опозицію.

## Склад уряду
| Посада                                                                       | Посада              | Початок терміну | Кінець терміну | Партія | Партія    |
| ---------------------------------------------------------------------------- | ------------------- | --------------- | -------------- | ------ | --------- |
| Перша міністерка                                                             | Мішель О'Ніл        | 3 лютого 2024   | чинна          |        | Шинн Фейн |
| Заступниця першої міністерки                                                 | Емма-Літтл Пенгеллі | 3 лютого 2024   | чинна          |        | ДЮП       |
| Міністри                                                                     |                     |                 |                |        |           |
| Міністр cільського господарства, навколишнього середовища та сільських справ | Ендрю Мʼюр          | 3 лютого 2024   | чинний         |        | Альянс    |
| Міністр у справах громад                                                     | Гордон Лайонс       | 3 лютого 2024   | чинний         |        | ДЮП       |
| Міністр економіки                                                            | Конор Мерфі         | 3 лютого 2024   | чинний         |        | Шинн Фейн |
| Міністр освіти                                                               | Пол Гіван           | 3 лютого 2024   | чинний         |        | ДЮП       |
| Міністрка фінансів                                                           | Ківа Арчибальд      | 3 лютого 2024   | чинна          |        | Шинн Фейн |
| Міністр охорони здоровʼя                                                     | Робін Свонн         | 3 лютого 2024   | чинний         |        | ОЮП       |
| Міністр інфрастуктури                                                        | Джон О'Дауд         | 3 лютого 2024   | чинний         |        | Шинн Фейн |
| Міністерка юстиції                                                           | Наомі Лонг          | 3 лютого 2024   | чинна          |        | Альянс    |
| Молодша міністерка (асистує першій міністерці)                               | Ешлінг Райлі        | 3 лютого 2024   | чинна          |        | Шинн Фейн |
| Молодша міністерка (асистує заступниці першої міністерки)                    | Пем Камерон         | 3 лютого 2024   | чинна          |        | ДЮП       |